# Tyranovec patagonský
Tyranovec patagonský (Colorhamphus parvirostris) je pták z čeledi tyranovitých, jediný zástupce rodu Colorhamphus. Popsal jej Charles Darwin roku 1839. Sídlí v Jižní Americe, konkrétně na území Chile a Argentiny. Jeho přirozeným sídlištěm jsou mírné lesy. Ačkoli je tyranovec patagonský primárně hmyzožravým druhem, živí se také maytenovými semeny a plody maytenus magellanica.